# Lagostomus crassus
Lagostomus crassus is een uitgestorven zoogdier uit de familie van de wolmuizen (Chinchillidae). De wetenschappelijke naam van de soort werd voor het eerst geldig gepubliceerd door Thomas in 1910.

## Voorkomen
De soort kwam voor in Peru.